# Eclissi solare del 4 ottobre 2089
L'Eclissi solare del 4 ottobre 2089, di tipo totale, è un evento astronomico che avrà luogo il suddetto giorno con centralità attorno alle ore 01:15 UTC.
L'eclissi avrà un'ampiezza massima di 86 chilometri e una durata di 1 minuti e 48 secondi, attraverserà molti mari ma sulla terraferma sarà visibili dai seguenti paesi: Cina, Giappone, Isole Marianne Settentrionali, Isole Gilbert, Enderbury e isola Starbuck

## Eclissi correlate

### Eclissi solari 2087 - 2090
Questa eclissi è un membro di una serie semestrale. Un'eclissi in una serie semestrale di eclissi solari si ripete approssimativamente ogni 177 giorni e 4 ore (un semestre) in nodi alternati dell'orbita della Luna.

### Ciclo di Saros 145
Questa eclissi solare fa parte del ciclo di Saros 145, che si ripete ogni 18 anni, 11 giorni, 8 ore, contenente 77 eventi. La serie iniziò con un'eclissi solare parziale il 4 gennaio 1639 e raggiunse una prima eclissi anulare il 6 giugno 1891. Comprende inoltre un evento ibrido il 17 giugno 1909 e le eclissi totali dal 29 giugno 1927 al 9 settembre 2648. La serie termina al membro 77 con un'eclissi parziale il 17 aprile 3009. L'eclissi più lunga si verificherà il 25 giugno 2522, con una durata massima totale di 7 minuti e 12 secondi. Tutte le eclissi di questa serie si verificano nel nodo ascendente della Luna. 